# Ceresium subuniforme
Ceresium subuniforme là một loài bọ cánh cứng trong họ Cerambycidae.